# 영은문
영은문(迎恩門, 영어: Yeongeunmun)은 조선이 중국의 사신을 맞이 하기 위한 상징적 관문으로서 1537년에 세웠다가 1895년에 철거한 건축물이다. 철거 전에는 오늘날의 통일로 독립문역 사거리에 있었으며, 철거된 잔해는 1963년에 '영은문 주초'라는 사적으로 지정되었다.

## 역사

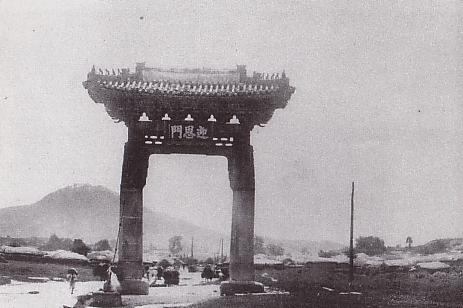
19세기에 촬영된 영은문의 사진

1407년(태종 7년)에 조선 태종은 중국 사신을 맞이하기 위한 영빈관으로서, 서대문 바깥에 중국의 연빈관을 모방하여 모화루(慕華樓)를 세웠고, 1430년(세종 12년)에는 세종대왕이 이를 개축하여 모화관(慕華館)이라 이름지었다. 세종대왕은 1408년(세종 1년)에 즉위할 때부터 모화루 주변에 홍살문(紅門)을 세워 중국 사신을 맞이하였는데, 1537년(중종 32년)에 조선 중종은 그 홍살문에 기와지붕을 덮는 등 격식을 갖춘 형태로 증축한 뒤 영조문(迎詔門)이라는 편액을 달도록 하였다. 1539년에 중종은 중국 사신의 건의를 들어서 그 이름을 영은문이라 바꾼 것으로 알려져 있다. 중종 때에 건축된 영은문은 1칸 규모로, 두 개의 긴 주춧돌 위에 원기둥을 세우고 우진각 지붕을 얹었으며, 지붕은 청기와로 덮고 각종 동물 모양을 조각한 잡상이 배치되어 있었다고 전해진다. 이 영은문은 임진왜란 중에 화를 입어 1606년 조선 선조 때에 재건되었으며, 그 후로 철거될 때까지 계속 같은 건축물로 이어져 왔다.

## 철거

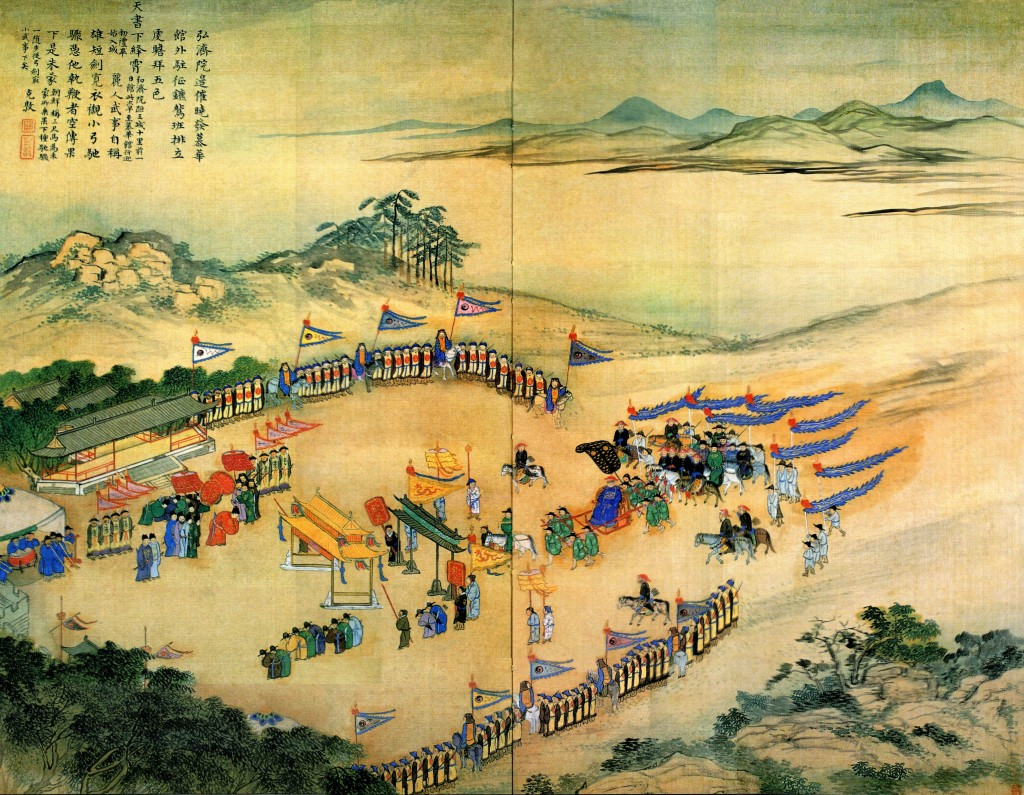
영은문에서 청나라 사신을 영접하는 조선 국왕을 묘사한 그림

영은문은 모화관에 부속된 상징적 관문이었다. 조선에서는 전통적으로 중국 사신을 맞이하는 예법으로서, 모화관에 도착하면 사신을 환대하기 위해 음악과 춤이 어우러진 의식이 베풀었으며, 조선 국왕은 그를 찾아 친히 나가서 맞이하며 인사를 하여야 했다. 이러한 맥락에서 모화관과 영은문은 중국에 대한 조선 사대주의의 상징처럼 여겨졌다.
중국의 오래된 영향력을 차단하고 싶어하였던 갑오개혁 시기의 개화파 정권은 전통적으로 내려온 사대주의의 상징인 모화관과 영은문을 철거하고자 했다. 이에 1895년 2월에 김홍집 내각은 논의를 거쳐 모화관은 철거하지 않고 명칭을 바꾸어 활용하되, 영은문을 철거하게 되었다.

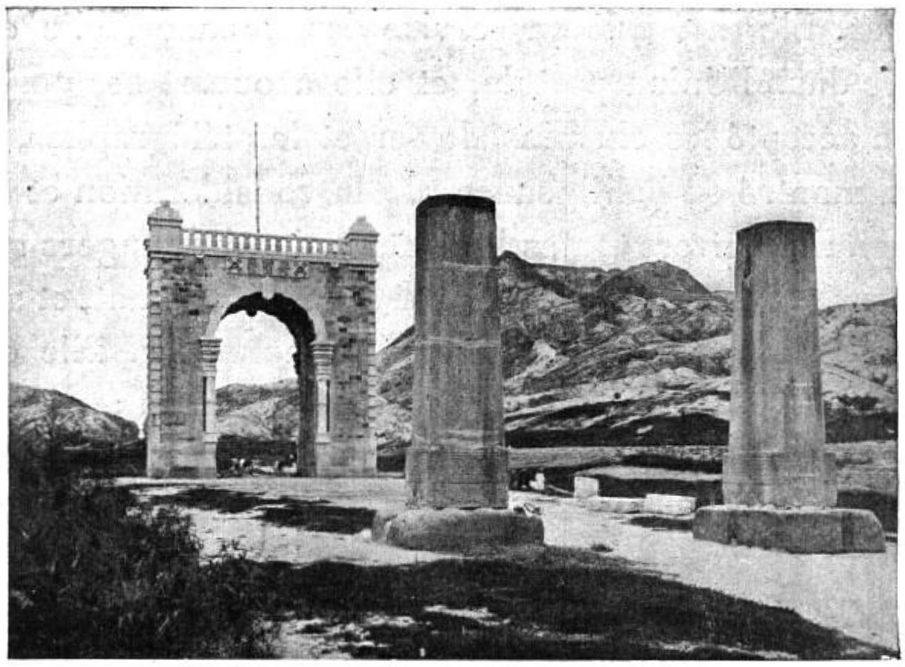
1979년에 이축되기 전의 독립문과 영은문 주초

## 유적
1895년 3월에 개화기 지식인 서재필 박사는 철거된 영은문의 잔해를 조선이 청나라에 대한 사대주의를 극복하였다는 상징물로서 활용하겠다는 계획을 세우고, 이를 위해 국민성금을 모아 영은문의 잔해인 주춧돌(주초)을 바라보는 자리에 조선의 독립을 상징하는 새로운 관문을 세운 뒤 주변을 공원으로 개장한다는 운동을 펼치게 되었다. 새로운 관문의 이름은 독립문이었고, 이를 둘러싼 공원의 이름은 독립공원이었다. 독립문은 철거된 영은문의 잔해 위에 세워진 것이 아니라, 영은문을 내려보는 앞 자리에 세워진 것이었다. 철거된 영은문의 잔해인 주춧돌은 1963년에 영은문 주초라는 대한민국의 사적으로 지정되었으며, 1979년에 성산대로 공사 과정에서 독립문과 함께 북서쪽으로 약 70m가량 떨어진 곳으로 이전하여 1980년 이축공사를 마쳤다. 이축된 영은문 주초는 오늘날 독립근린공원 내에 위치하고 있다.

## 같이 보기
- 홍살문
- 서울 영은문 주초
- 독립문
- 갑오개혁
- 김홍집
- 박영효
- 서재필